# Spécialiste de charge utile

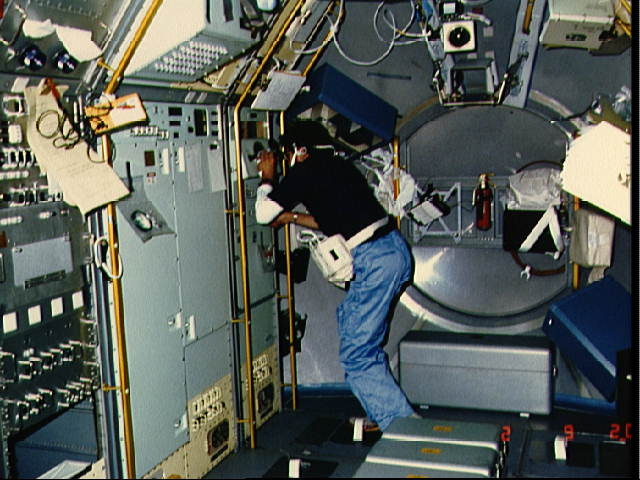
Un spécialiste de charge utile dans le module Spacelab 3 de Challenger

Un spécialiste de charge utile est un astronaute qui, lorsqu'il effectue un vol dans l'espace, est chargé de réaliser des expériences. 
Quelques mois avant la mission, cet astronaute suit un entraînement scientifique intense, dirigé par un autre scientifique, le chercheur principal. Il doit connaître parfaitement les instruments et les tâches s'il veut réussir les expériences. Parfois, et ce malgré les meilleures précautions, un outil peut venir à se détériorer. Le spécialiste de charge utile doit dans ce cas être en mesure de le réparer ou tout simplement de continuer l'expérience sans ce dernier.
Parmi les astronautes ayant cette spécialité, on peut citer les Américains Charles David Walker et Gary Payton, l'Italien Franco Malerba, les Français Patrick Baudry et Jean-Jacques Favier, etc.